# Giorgio Zaccarelli
Giorgio Zaccarelli (Bergamo, 12 marzo 1931 – Torre Boldone, 20 gennaio 2015) è stato un politico italiano.

## Biografia
Esponente della Democrazia Cristiana, assume la carica di sindaco della città di Bergamo nell'aprile 1979 in sostituzione del predecessore Giacomo Pezzotta, candidatosi alle elezioni politiche dello stesso anno al Senato. All'inizio del suo mandato Zaccarelli sembrava destinato a essere una figura di transizione, viene invece confermato per due legislature consecutive, rimanendo in carica fino al maggio 1990.
È morto il 20 gennaio 2015, all'età di 83 anni.